# ハウスログ
ハウスログ（英文表記：houselog）は、住まいに関する情報や履歴などを、写真と短文コメントで蓄積・閲覧できるサービス、あるいは蓄積された住まいに関する写真とコメントのこと。インターネットとスマートフォンのアプリケーションで提供される。

## ハウスログ（サービス）
ハウスログ・サービスは、主に住まいの売買・賃貸の場合に、住まい（物件）の情報を表す住所や物件名称、広さ、向き、所在階といったハードスペック情報（性能情報）を補完し、居住者などが当該住まいで実現しているライフスタイル、リフォーム修繕情報、住み心地、周辺情報など、当該物件の「住まいの価値を高める」と考えるソフトスペック情報（情感情報）をハウスログとして登録・閲覧できる。
例えば、
- 「こんなリフォーム、修繕をした」
- 「レイアウトの変更をした、こんな家具を新調した」
- 「ベランダからの景色がこんなにすばらしい」
- 「こんな住まい方、気になるところをこうやって工夫してる」
- 「近くにおいしいレストランができた」

等といった住まいの変遷・履歴や、当該物件に住んだときに感じている印象や関連する事柄を、写真とコメントで構成された情報として蓄積・閲覧することができる。
2015年9月　スナップサーチという機能をリリース。街中でスマホ写真をとると、周辺エリアの物件情報・取引価格が表示され、売り物件・空室物件についてはアプリ上で不動産会社から詳細情報が送られてくるという国内初の機能。